# James C. Fletcher

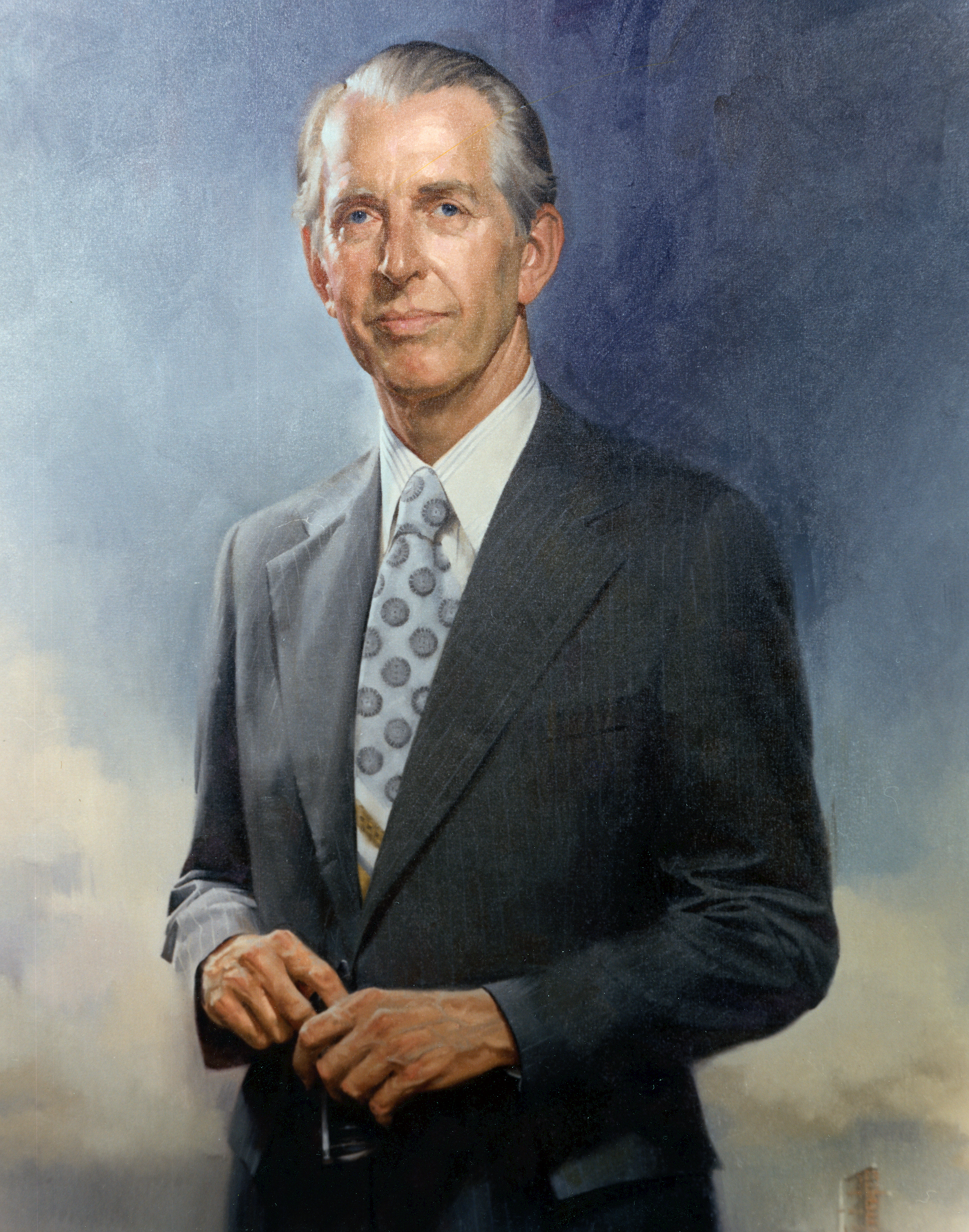
James C. Fletcher

James Chipman Fletcher (ur. 5 czerwca 1919 w Millburn, zm. 22 grudnia 1991) – amerykański urzędnik państwowy, czwarty i siódmy z kolei administrator NASA, urzędujący w okresie od 27 kwietnia 1971 do 1 maja 1977 oraz od 12 maja 1986 do 8 kwietnia 1989.